# Vazgen Tevanjan
Vazgen Tevanjan (armeniska: Վազգեն Թևանյան), född 27 oktober 1999, är en armenisk brottare som tävlar i fristil.

## Karriär
Vid EM 2025 i Bratislava tog Tevanjan brons i 65 kg-klassen efter att ha besegrat georgiske Goga Otinashvili i bronsmatchen.